# Ehrenreich Gerhard Coldewey
Ehrenreich Gerhard Coldewey (* 7. August 1702 in Oldenburg; † 14. Mai 1773 in Aurich) war ein gelehrter Jurist, Poet und Kenner der Geschichte und Verfassung sowie der Karten und Münzen Ostfrieslands. Eine große Bedeutung hat die auf Coldeweys Veranlassung von Homann in Nürnberg herausgegebene Karte von Ostfriesland aus dem Jahre 1730 erlangt (gestochen von Johann Christian Homann), die sich vor allem durch eine übersichtliche Darstellung der Ämter- und Herrlichkeitsgrenzen auszeichnet.

## Leben
Coldewey war ein Sohn des Auricher Oberhofpredigers und Generalsuperintendenten Levin Coldewey. Nach einem Studium in Halle und Groningen promovierte er 1725 in Groningen zum Doktor beider Rechte.
Am 20. Juli 1728 wurde er zum „Advocatus fisci“ des Fürsten von Ostfriesland und am 28. März 1729 darüber hinaus zum Archivar des Landesarchivs bestellt. 1730 wurde er Rat und 1739 Regierungsrat, seit 1744 arbeitete er auch als preußischer Regierungsrat. 1757 wird er als Generaladvokat von Emden genannt.
Coldewey hinterließ ein in Latein verfasstes Werk über die von Ubbo Emmius geschriebene Lebensgeschichte des Predigers Menso Alting mit vielen wichtigen eingestreuten literarischen Bemerkungen, das wohl in Ostfriesland bekannt war, aber nie in Buchform herausgegeben wurde.